# Shoshoni, Wyoming
För den ursprungsamerikanska stammen, se shoshoner.
Shoshoni är en småstad (town) i Fremont County i centrala delen av delstaten Wyoming i USA. Staden hade 649 invånare vid 2010 års folkräkning.

## Geografi
Shoshoni ligger öster om Boysenreservoaren och Wind River. Området har ett torrt ökenklimat och får vissa år mindre än 100 mm regn.

## Historia
Shoshoni grundades ursprungligen som en gruv- och järnvägsstad. Orten är döpt efter den ursprungsamerikanska stammen shoshoner, som tidigare bebodde stora delar av Wyoming och idag huvudsakligen lever på Wind Rivers indianreservat sydväst om staden.

## Näringsliv
Staden grundades ursprungligen som en gruvstad, men även boskapsuppfödning är traditionellt en viktig näring i trakten. Sommartid får staden många turister på genomresa mot Yellowstones nationalpark, och vid Boysenreservoaren finns möjlighet till fisketurism och camping.

## Kommunikationer
Genom staden löper U.S. Route 20 och U.S. Route 26.

## Kända invånare
- Isabel Jewell (1907–1972), skådespelerska, född i Shoshoni.